# Aeroportul Batavia Downs
Aeroportul Batavia Downs (IATA: BVW, ICAO: YBTV) este un aeroport din Queensland, Australia.
Situat la o altitudine de 86 m, aeroportul dispune de o singură pistă.